# Heruka

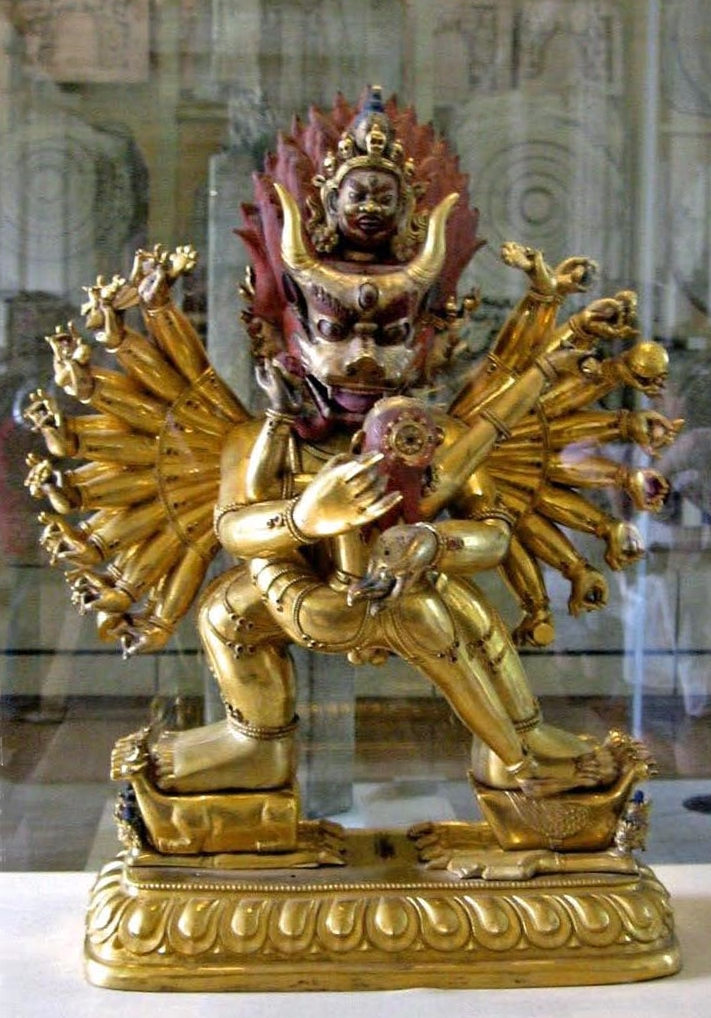
Yamantaka Vajrabhairava - Dharmapala y heruka (Museo británico)

Heruka es el nombre de un tipo de deidades budistas pero bajo este nombre se simplifica el de una en especial como es Heruka Chakrasamvara.
Se trata de una de las principales deidades del Anuttara Tantra o Tantra Supremo y es utilizada como Yidam. Es la personificación del gozo y la vacuidad inseparables.
Se representa como un gigante de cuerpo azul, cuatro rostros y doce brazos en unión sexual con su consorte Vajrayoguini.

## Imágenes

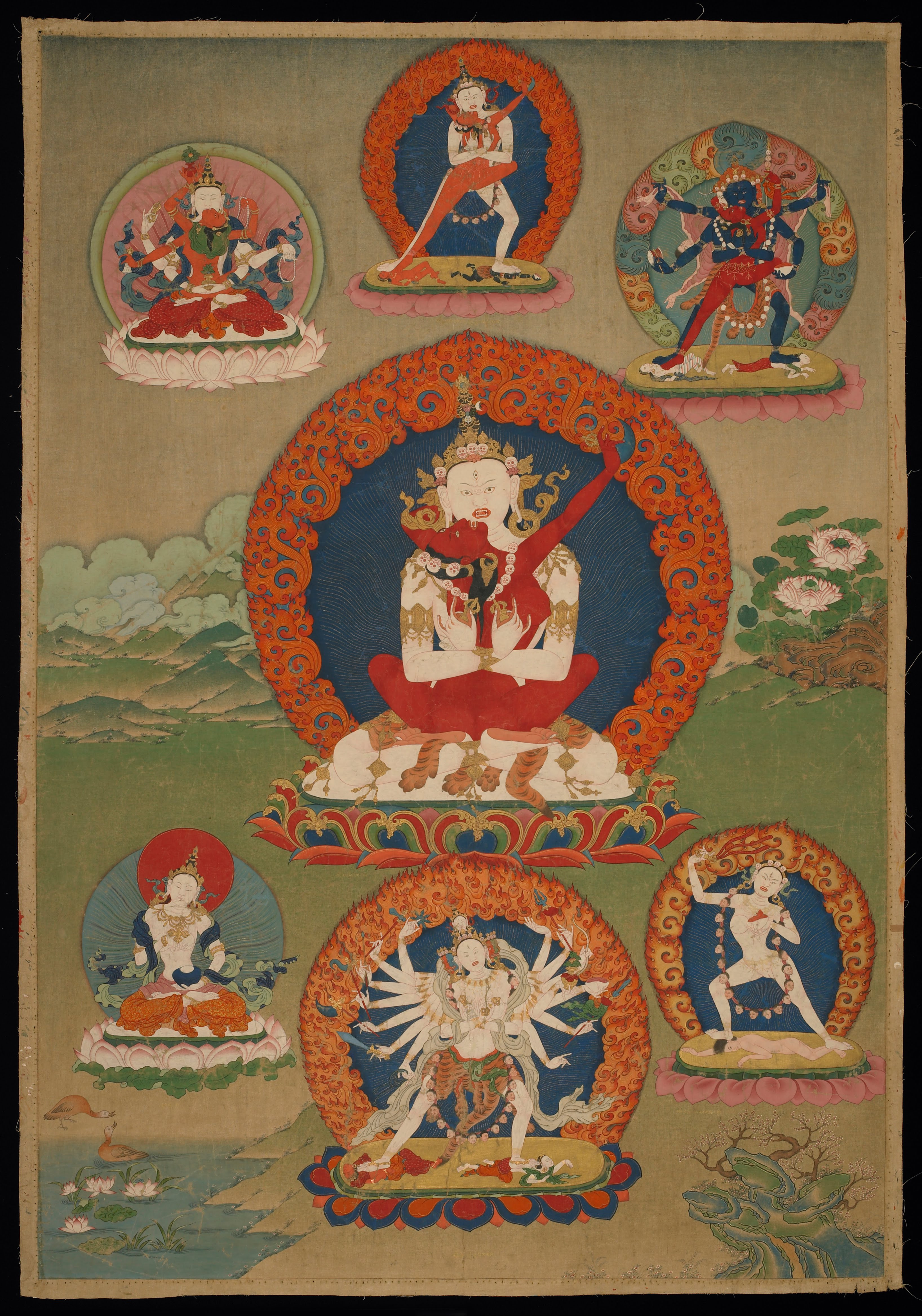
Chakrasamvara, pintura del s.XVIII, Rubin Museum of Art
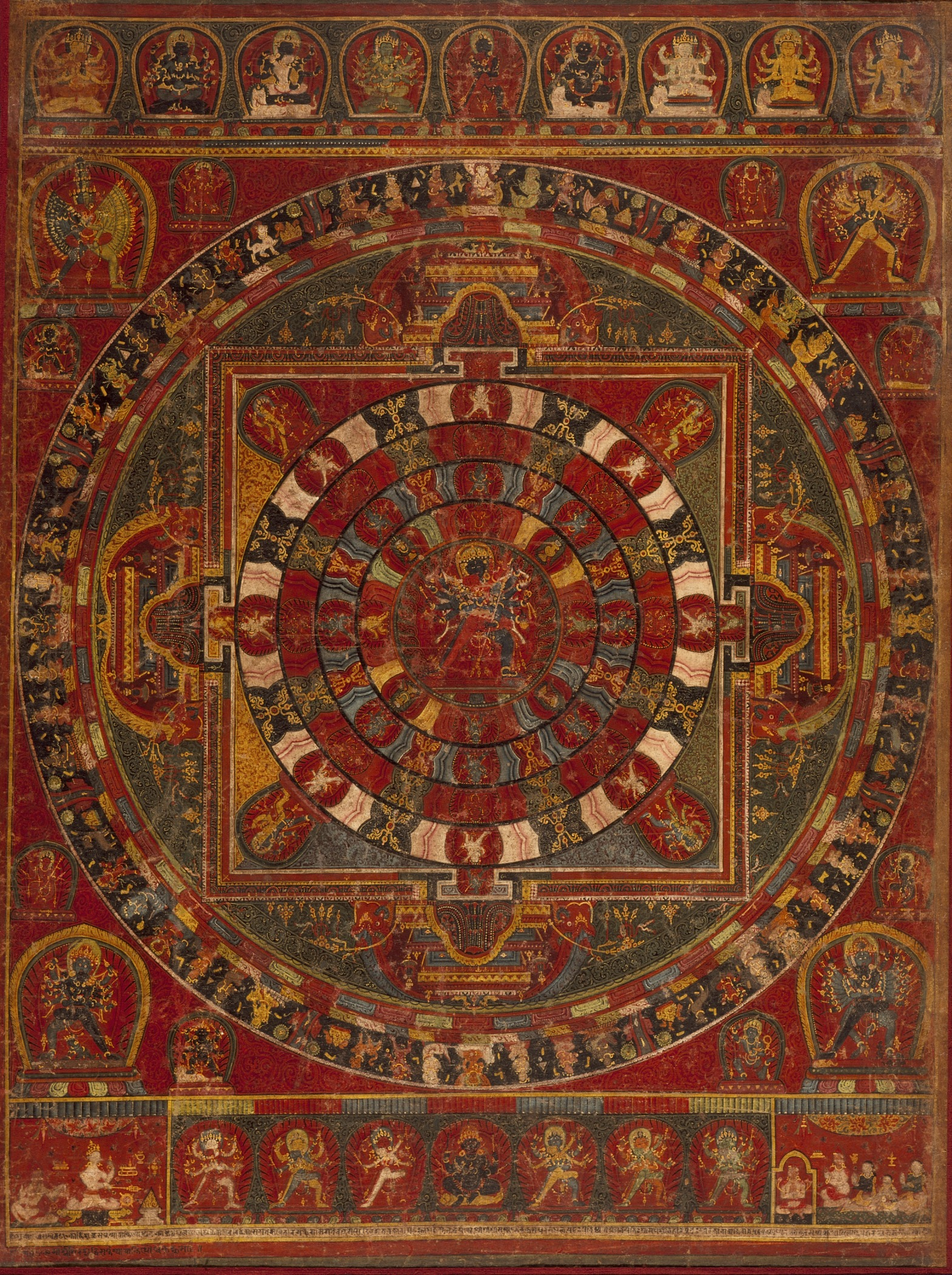
Chakrasamvara mandala, pintura nepalí de 1490